# Friuladria Crédit Agricole Tennis Cup 2012
Il Friuladria Crédit Agricole Tennis Cup 2012 è stato un torneo professionistico di tennis giocato sulla terra rossa. È stata la 9ª edizione del torneo che fa parte dell'ATP Challenger Tour nell'ambito dell'ATP Challenger Tour 2012. Si è giocato a Cordenons in Italia dal 13 al 19 agosto 2012.

## Partecipanti

### Teste di serie
| Nazionalità | Giocatore              | Ranking* | Testa di serie |
| ----------- | ---------------------- | -------- | -------------- |
| Slovenia    | Blaž Kavčič            | 68       | 1              |
| Spagna      | Guillermo García López | 71       | 2              |
| Italia      | Filippo Volandri       | 81       | 3              |
| Italia      | Paolo Lorenzi          | 94       | 4              |
| Italia      | Simone Bolelli         | 103      | 5              |
| Romania     | Adrian Ungur           | 105      | 6              |
| Spagna      | Daniel Gimeno Traver   | 109      | 4              |
| Brasile     | Rogério Dutra da Silva | 115      | 5              |

- Ranking al 6 agosto 2012.

### Altri partecipanti
Giocatori che hanno ricevuto una wild card:
- Riccardo Bonadio
- Lorenzo Giustino
- Evgenij Korolëv
- Nicolás Massú

Giocatori che hanno ricevuto un entry come special exempt:
- Ilija Bozoljac

Giocatori passati dalle qualificazioni:
- Theodoros Angelinos
- Aljaksandr Bury
- Marco Cecchinato
- Alejandro González

## Campioni

### Singolare
- Paolo Lorenzi ha battuto in finale  Daniel Gimeno Traver,  7–6(5), 6–3

### Doppio
- Lukáš Dlouhý /  Michal Mertiňák hanno battuto in finale  Philipp Marx /  Florin Mergea,  5–7, 7–5, [10–7]